# Lijst van onroerend erfgoed in Overijse
Een overzicht van het onroerend erfgoed in de gemeente Overijse. Het onroerend erfgoed maakt deel uit van het cultureel erfgoed in België.

## Bouwkundig erfgoed
| Object                                                                 | Erfgoedstatus?             | Bouwjaar of architect | Deelgemeente | Adres                                                      | Coördinaten                   | Nummer? | Afbeelding                                                             |
| ---------------------------------------------------------------------- | -------------------------- | --------------------- | ------------ | ---------------------------------------------------------- | ----------------------------- | ------- | ---------------------------------------------------------------------- |
| Parochiekerk Sint-Martinus                                             | Monument                   |                       | Overijse     | Just. Lipsiusplein                                         | 50° 46' 21" NB, 4° 32' 17" OL | 40429   | Parochiekerk Sint-Martinus                                             |
| Begijnhofkapel                                                         | Monument                   |                       | Overijse     | Begijnhof                                                  | 50° 46' 12" NB, 4° 32' 9" OL  | 40430   | Begijnhofkapel                                                         |
| Kasteel Isque                                                          | Monument                   |                       | Overijse     | Waversesteenweg 41                                         | 50° 46' 23" NB, 4° 32' 29" OL | 40431   | Kasteel Isque                                                          |
| Traditionele hal, heden gemeentehuis                                   | dorpsgezicht               |                       | Overijse     | Just. Lipsiusplein 9                                       | 50° 46' 24" NB, 4° 32' 15" OL | 40432   | Traditionele hal, heden gemeentehuis                                   |
| Brouwerij Brasserie du Béguinage                                       | dorpsgezicht               |                       | Overijse     | J. Bt. Dekeyserstraat 24                                   | 50° 46' 14" NB, 4° 32' 12" OL | 40433   | Brouwerij Brasserie du Béguinage                                       |
| Maalderij De Vuurmolen                                                 | Monument                   |                       | Overijse     | Begijnhof 17                                               | 50° 46' 12" NB, 4° 32' 6" OL  | 40434   | Maalderij De Vuurmolen                                                 |
| Gesloten hoeve Hof te Bisdom                                           |                            |                       | Overijse     | Grotstraat 46-50                                           | 50° 46' 25" NB, 4° 33' 13" OL | 40435   | Gesloten hoeve Hof te Bisdom                                           |
| Watermolen met brug en langsschuur                                     |                            |                       | Overijse     | Stationsplein 7B                                           | 50° 46' 15" NB, 4° 31' 52" OL | 40438   | Watermolen met brug en langsschuur                                     |
| Hoeve met losse bestanddelen                                           |                            |                       | Overijse     | Hengstenberg 81                                            | 50° 46' 41" NB, 4° 30' 10" OL | 40441   | Hoeve met losse bestanddelen                                           |
| Parochiehuis, thans Openbare bibliotheek                               |                            |                       | Overijse     | Heuvelstraat 46                                            | 50° 46' 21" NB, 4° 32' 3" OL  | 40442   | Parochiehuis, thans Openbare bibliotheek                               |
| Gesloten hoeve Hof Terrest                                             |                            |                       | Overijse     | Hoevestraat 11                                             | 50° 46' 56" NB, 4° 30' 20" OL | 40443   | Gesloten hoeve Hof Terrest                                             |
| Brouwerswoning brouwerij Lootvoet                                      | dorpsgezicht               |                       | Overijse     | Waversesteenweg 62                                         | 50° 46' 20" NB, 4° 32' 25" OL | 40444   | Brouwerswoning brouwerij Lootvoet                                      |
| Afspanning De Bonte Os, heden politiecommissariaat en brandweerkazerne | Monument                   |                       | Overijse     | Waversesteenweg 2                                          | 50° 46' 21" NB, 4° 32' 14" OL | 40445   | Afspanning De Bonte Os, heden politiecommissariaat en brandweerkazerne |
| Burgerhuis                                                             | dorpsgezicht               |                       | Overijse     | Just. Lipsiusplein 3, 4                                    | 50° 46' 22" NB, 4° 32' 13" OL | 40446   | Burgerhuis                                                             |
| Rondbooginrijpoort                                                     | dorpsgezicht               |                       | Overijse     | P.I. Taymansstraat 1A                                      | 50° 46' 24" NB, 4° 32' 13" OL | 40448   | Rondbooginrijpoort                                                     |
| Dorpswoningen                                                          | dorpsgezicht               |                       | Overijse     | Just. Lipsiusplein 10, 11                                  | 50° 46' 25" NB, 4° 32' 18" OL | 40449   | Dorpswoningen                                                          |
| Burgerhuis                                                             | dorpsgezicht               |                       | Overijse     | Just. Lipsiusplein 12, 13                                  | 50° 46' 24" NB, 4° 32' 18" OL | 40450   | Burgerhuis                                                             |
| Stadswoning                                                            | dorpsgezicht               |                       | Overijse     | Just. Lipsiusplein 14                                      | 50° 46' 23" NB, 4° 32' 18" OL | 40451   | Stadswoning                                                            |
| Burgerhuis                                                             | dorpsgezicht               |                       | Overijse     | Just. Lipsiusplein 15                                      | 50° 46' 23" NB, 4° 32' 18" OL | 40452   | Burgerhuis                                                             |
| Dorpswoning                                                            | dorpsgezicht               |                       | Overijse     | Just. Lipsiusplein 16                                      | 50° 46' 23" NB, 4° 32' 19" OL | 40453   | Dorpswoning                                                            |
| Dorpswoning                                                            | dorpsgezicht               |                       | Overijse     | Just. Lipsiusplein 18                                      | 50° 46' 23" NB, 4° 32' 19" OL | 40454   | Dorpswoning                                                            |
| Woonhuis                                                               | dorpsgezicht               |                       | Overijse     | Just. Lipsiusplein 19                                      | 50° 46' 22" NB, 4° 32' 19" OL | 40455   | Woonhuis                                                               |
| Gebouw (verbouwd)                                                      |                            |                       | Overijse     | Alf. Moerenhoutstraat 44-50                                | 50° 46' 0" NB, 4° 31' 40" OL  | 40456   | Gebouw (verbouwd)                                                      |
| Pastorie Sint-Martinusparochie                                         | dorpsgezicht               |                       | Overijse     | Pastoriestraat 1                                           | 50° 46' 20" NB, 4° 32' 9" OL  | 40457   | Pastorie Sint-Martinusparochie                                         |
| Boerenhuis                                                             |                            |                       | Overijse     | Brusselsesteenweg 90                                       | 50° 46' 31" NB, 4° 31' 60" OL | 40459   | Boerenhuis                                                             |
| Ten Weyngaert, hoeve                                                   |                            |                       | Overijse     | Brusselsesteenweg 374                                      | 50° 47' 5" NB, 4° 30' 16" OL  | 40460   | Ten Weyngaert, hoeve                                                   |
| Steegje met oude brouwerij                                             | dorpsgezicht               |                       | Overijse     | Waversesteenweg 4A                                         | 50° 46' 19" NB, 4° 32' 15" OL | 40461   | Steegje met oude brouwerij                                             |
| Tweeverdiepingshuis                                                    | dorpsgezicht               |                       | Overijse     | Waversesteenweg 6                                          | 50° 46' 18" NB, 4° 32' 16" OL | 40462   | Tweeverdiepingshuis                                                    |
| Tweeverdiepingshuis                                                    | dorpsgezicht               |                       | Overijse     | Waversesteenweg 8                                          | 50° 46' 19" NB, 4° 32' 17" OL | 40463   | Tweeverdiepingshuis                                                    |
| Rijhuis                                                                | dorpsgezicht               |                       | Overijse     | Waversesteenweg 10                                         | 50° 46' 20" NB, 4° 32' 17" OL | 40464   | Rijhuis                                                                |
| Tweeverdiepingshuis                                                    | dorpsgezicht               |                       | Overijse     | Waversesteenweg 12                                         | 50° 46' 19" NB, 4° 32' 18" OL | 40465   | Tweeverdiepingshuis                                                    |
| Gesloten hoeve                                                         |                            |                       | Overijse     | Waversesteenweg 195-197                                    | 50° 45' 52" NB, 4° 33' 19" OL | 40470   | Gesloten hoeve                                                         |
| Sint-Barbarakapel                                                      | dorpsgezicht               |                       | Overijse     | P.I. Taymansstraat                                         | 50° 46' 31" NB, 4° 32' 13" OL | 40471   | Sint-Barbarakapel                                                      |
| Justus Lipsiushuis                                                     | Monument                   |                       | Overijse     | P.I. Taymansstraat 10                                      | 50° 46' 26" NB, 4° 32' 16" OL | 40472   | Justus Lipsiushuis                                                     |
| Rijhuizen                                                              | dorpsgezicht               |                       | Overijse     | P.I. Taymansstraat 11-17                                   | 50° 46' 24" NB, 4° 32' 13" OL | 40473   | Rijhuizen                                                              |
| Villa                                                                  | dorpsgezicht               | gesloopt              | Overijse     | P.I. Taymansstraat 12                                      | 50° 46' 27" NB, 4° 32' 15" OL | 40474   | Villa                                                                  |
| Pachthof van de Vuurmolen                                              |                            |                       | Overijse     | Loensdelleweg 9                                            | 50° 46' 9" NB, 4° 32' 8" OL   | 40475   | Pachthof van de Vuurmolen                                              |
| Langgestrekte hoeve                                                    |                            |                       | Overijse     | Fr. Verbeekstraat 19                                       | 50° 46' 13" NB, 4° 31' 35" OL | 40476   | Langgestrekte hoeve                                                    |
| Cruysboomkapel                                                         |                            |                       | Overijse     | Ballingstraat                                              | 50° 47' 47" NB, 4° 32' 51" OL | 40477   | Cruysboomkapel                                                         |
| Boerenhuis                                                             |                            |                       | Overijse     | Bekestraat 6                                               | 50° 47' 54" NB, 4° 32' 53" OL | 40479   | Boerenhuis                                                             |
| Bedevaart- en parochiekerk Onze-Lieve-Vrouw                            | Monument                   |                       | Overijse     | Brusselsesteenweg                                          | 50° 47' 36" NB, 4° 28' 58" OL | 40481   | Bedevaart- en parochiekerk Onze-Lieve-Vrouw                            |
| Pastorie Onze-Lieve-Vrouwparochie                                      | Monument                   |                       | Overijse     | Brusselsesteenweg 634                                      | 50° 47' 36" NB, 4° 28' 59" OL | 40482   | Pastorie Onze-Lieve-Vrouwparochie                                      |
| Herbergen                                                              |                            |                       | Overijse     | Brusselsesteenweg 649-655                                  | 50° 47' 35" NB, 4° 28' 55" OL | 40483   | Herbergen                                                              |
| Gesloten hoeve Hof ter Holst                                           |                            |                       | Overijse     | Hof Terholst 47                                            | 50° 44' 20" NB, 4° 31' 1" OL  | 40484   | Gesloten hoeve Hof ter Holst                                           |
| Hoeve in L-vorm                                                        |                            |                       | Overijse     | Jos. Kumpsstraat 92                                        | 50° 45' 32" NB, 4° 30' 6" OL  | 40485   | Hoeve in L-vorm                                                        |
| Semi-gesloten hoeve                                                    |                            |                       | Overijse     | Hoeilaartsesteenweg 274-276                                | 50° 45' 15" NB, 4° 30' 12" OL | 40486   | Semi-gesloten hoeve                                                    |
| Boerenwoning                                                           |                            |                       | Overijse     | Hoeilaartsesteenweg 282                                    | 50° 45' 14" NB, 4° 30' 8" OL  | 40487   | Boerenwoning                                                           |
| Hoeve Bakenboshof                                                      |                            |                       | Overijse     | Hoeilaartsesteenweg 322                                    | 50° 45' 17" NB, 4° 29' 59" OL | 40488   | Hoeve Bakenboshof                                                      |
| Boerenhuis                                                             |                            |                       | Overijse     | Rozierensesteenweg 13-17                                   | 50° 44' 54" NB, 4° 31' 13" OL | 40489   | Boerenhuis                                                             |
| Semi-gesloten hoeve                                                    |                            |                       | Overijse     | Rozierensesteenweg 32                                      | 50° 44' 51" NB, 4° 31' 14" OL | 40490   | Semi-gesloten hoeve                                                    |
| Hoeve (verbouwd)                                                       |                            |                       | Overijse     | Rozierensesteenweg 98-100, 104                             | 50° 44' 42" NB, 4° 31' 26" OL | 40491   | Hoeve (verbouwd)                                                       |
| Boerenburgerhuis                                                       |                            |                       | Overijse     | Rozierensesteenweg 124                                     | 50° 44' 37" NB, 4° 31' 33" OL | 40492   | Boerenburgerhuis                                                       |
| Gesloten hoeve                                                         |                            |                       | Overijse     | Rozierensesteenweg 135                                     | 50° 44' 35" NB, 4° 31' 37" OL | 40493   | Gesloten hoeve                                                         |
| Hoeve (verbouwd)                                                       |                            |                       | Overijse     | Terhulpensesteenweg 386, 390-394                           | 50° 45' 6" NB, 4° 31' 24" OL  | 40494   | Hoeve (verbouwd)                                                       |
| Gesloten hoeve Hof te Reutenbeek                                       |                            |                       | Overijse     | Reutenbeek 34                                              | 50° 45' 18" NB, 4° 32' 23" OL | 40495   | Gesloten hoeve Hof te Reutenbeek                                       |
| Boerenhuis                                                             |                            |                       | Overijse     | Reutenbeek 45-47                                           | 50° 45' 12" NB, 4° 32' 27" OL | 40496   | Boerenhuis                                                             |
| Hoevetje                                                               |                            |                       | Overijse     | Reutenbeek 49                                              | 50° 45' 10" NB, 4° 32' 30" OL | 40497   | Hoevetje                                                               |
| Semi-gesloten hoeve                                                    |                            |                       | Overijse     | Reutenbeek 50                                              | 50° 45' 11" NB, 4° 32' 25" OL | 40498   | Semi-gesloten hoeve                                                    |
| Pastorie Sint-Michielsparochie                                         |                            |                       | Overijse     | Kapelleweg 11                                              | 50° 46' 16" NB, 4° 36' 6" OL  | 40499   | Pastorie Sint-Michielsparochie                                         |
| Hof ten Hove                                                           | Monument                   |                       | Overijse     | Bollestraat 87                                             | 50° 46' 14" NB, 4° 35' 48" OL | 40500   | Hof ten Hove                                                           |
| Dorspwoning                                                            |                            |                       | Overijse     | Arth. Michielsplein 1                                      | 50° 46' 9" NB, 4° 36' 8" OL   | 40501   | Dorspwoning                                                            |
| Dorpswoning met schuur                                                 |                            |                       | Overijse     | Arth. Michielsplein 2                                      | 50° 46' 10" NB, 4° 36' 11" OL | 40502   | Dorpswoning met schuur                                                 |
| Dwarsschuur                                                            |                            |                       | Overijse     | Arth. Michielsplein 14                                     | 50° 46' 8" NB, 4° 36' 12" OL  | 40503   | Dwarsschuur                                                            |
| Boerenhuis                                                             |                            |                       | Overijse     | Molenstraat 5                                              | 50° 46' 9" NB, 4° 36' 16" OL  | 40504   | Boerenhuis                                                             |
| Watermolen op de Laan                                                  |                            |                       | Overijse     | Molenstraat 8                                              | 50° 46' 6" NB, 4° 36' 15" OL  | 40505   | Watermolen op de Laan                                                  |
| Boerenhuis met aanhorigheden                                           |                            |                       | Overijse     | Mommaertsstraat 80                                         | 50° 45' 47" NB, 4° 34' 13" OL | 40507   | Boerenhuis met aanhorigheden                                           |
| Boerenhuis                                                             |                            |                       | Overijse     | Moskesstraat 11                                            | 50° 46' 6" NB, 4° 36' 4" OL   | 40508   | Boerenhuis                                                             |
| Kasteel en park ter Deck                                               |                            |                       | Overijse     | Waversesteenweg 244-246                                    | 50° 45' 30" NB, 4° 33' 29" OL | 40509   | Kasteel en park ter Deck                                               |
| Langgestrekte hoeve                                                    |                            |                       | Overijse     | Bergstraat 70                                              | 50° 45' 13" NB, 4° 33' 11" OL | 40511   | Langgestrekte hoeve                                                    |
| Gesloten hoeve                                                         |                            |                       | Overijse     | Bergstraat 71                                              | 50° 45' 8" NB, 4° 33' 9" OL   | 40512   | Gesloten hoeve                                                         |
| Gesloten hoeve                                                         |                            |                       | Overijse     | Kerkstraat 15                                              | 50° 45' 16" NB, 4° 34' 4" OL  | 40513   | Gesloten hoeve                                                         |
| Aanhorigheid in leembouw (verbouwd)                                    |                            |                       | Overijse     | Leemveldstraat 27                                          | 50° 45' 16" NB, 4° 33' 34" OL | 40515   | Aanhorigheid in leembouw (verbouwd)                                    |
| Boerenhuis                                                             |                            |                       | Overijse     | Leemveldstraat 48                                          | 50° 45' 6" NB, 4° 33' 33" OL  | 40517   | Boerenhuis                                                             |
| Woning Alsteens                                                        | Monument                   | 1969 Renaat Braem     | Overijse     | Dobralaan 28                                               | 50° 44' 13" NB, 4° 30' 39" OL | 57895   | Woning Alsteens                                                        |
| Woning Brauns-Brants                                                   |                            | 1968 Renaat Braem     | Overijse     | Kasteelstraat 76                                           | 50° 47' 28" NB, 4° 30' 30" OL | 61103   | Woning Brauns-Brants                                                   |
| Sanatorium Joseph Lemaire                                              | Monument                   | 1937 Maxime Brunfaut  | Overijse     | Waversesteenweg                                            | 50° 45' 6" NB, 4° 34' 32" OL  | 200029  | Sanatorium Joseph Lemaire                                              |
| Serristenwoning Charliers                                              | Monument                   |                       | Overijse     | Mollenberg 10                                              |                               | 200172  | Serristenwoning Charliers                                              |
| Serristenwoning Raussens met serres                                    | Monument serres (monument) |                       | Overijse     | Solheide 16                                                |                               | 200174  | Serristenwoning Raussens met serres                                    |
| Parochiekerk Sint-Bernardus                                            | orgel (monument)           |                       | Overijse     | Kerkstraat                                                 |                               | 200219  | Parochiekerk Sint-Bernardus                                            |
| Gesloten hoeve                                                         |                            |                       | Overijse     | Schransdreef 133                                           |                               | 213994  | Gesloten hoeve                                                         |
| Oorlogsgedenkteken                                                     | Monument                   |                       | Overijse     | Just. Lipsiusplein                                         |                               | 214968  | Oorlogsgedenkteken                                                     |
| Kasteeldomein de Marnix                                                |                            |                       | Overijse     | Kasteel de Marnix z.nr., 6, Ketelheide 113, Gemslaan 75-77 |                               | 215067  | Kasteeldomein de Marnix                                                |
| Gemeenteschool en onderwijzerswoning                                   |                            |                       | Overijse     | Arth. Michielsplein 3                                      |                               | 217042  | Gemeenteschool en onderwijzerswoning                                   |
| Château du Prince Léopold                                              | Monument                   |                       | Overijse     | Sint-Jansbergdreef 16, Terblokstraat 104 104               |                               | 301247  | Château du Prince Léopold                                              |

### Bouwkundige gehelen
| Object             | Erfgoedstatus? | Bouwjaar of architect | Deelgemeente | Adres | Coördinaten | Nummer? | Afbeelding         |
| ------------------ | -------------- | --------------------- | ------------ | --- | ----------- | ------- | ------------------ |
| Dorpskern Overijse | Dorpsgezicht   |                       | Overijse     | Begijnhof, Begijnhofplein, Brusselsesteenweg, Fezelarenstraat, Gebr. Danhieuxstraat, Heuvelstraat, J. Bt. Dekeyserstraat, Just. Lipsiusplein, Kardaan, Leegheid, Maurits Coomansstraat, Nestor Rowiesstraat, P.I. Taymansstraat, Pastoriestraat, Solheide, Stationsstraat, Waversesteenweg |             | 302503  | Dorpskern Overijse |